# Złoczew
Zloczew est une ville polonaise située dans le powiat de Sieradz de la voïvodie de Łódź.